# Spodnji Brnik
Spodnji Brnik – wieś w Słowenii, w gminie Cerklje na Gorenjskem. W 2018 roku liczyła 94 mieszkańców.